# Pomacentrus adelus
Pomacentrus adelus là một loài cá biển thuộc chi Pomacentrus trong họ Cá thia. Loài này được mô tả lần đầu tiên vào năm 1991.

## Từ nguyên
Tính từ định danh adelus bắt nguồn từ ádēlos (ἄδηλος) trong tiếng Latinh có nghĩa là "mịt mờ, tăm tối", hàm ý đề cập đến kiểu màu không có gì nổi bật của loài cá này.

## Phạm vi phân bố và môi trường sống
Từ biển Andaman, phạm vi của P. adelus trải dài về phía đông đến Vanuatu, Fiji và Tonga, giới hạn phía bắc đến Philippines, phía nam đến vùng biển phía bắc Úc và Nouvelle-Calédonie. Loài cá này cũng đã mở rộng phạm vi về phía tây đến đảo St. Martin (Bangladesh).
P. adelus sinh sống tập trung gần những rạn san hô viền bờ hoặc trong các đầm phá, thường là những nơi có nhiều đá sỏi ở độ sâu đến 8 m.

## Mô tả
Chiều dài lớn nhất được ghi nhận ở P. adelus là 8,5 cm. Cơ thể của P. adelus có màu nâu xám với một đốm đen viền xanh lam ở sau vây lưng (đốm này lớn hơn ở cá con). Ở hai bên nắp mang có một đốm đen nhỏ. Mống mắt có màu vàng.
Số gai ở vây lưng: 13; Số tia vây ở vây lưng: 14–15; Số gai ở vây hậu môn: 2; Số tia vây ở vây hậu môn: 14–15; Số gai ở vây bụng: 1; Số tia vây ở vây bụng: 5.

## Sinh thái học
Thức ăn của P. adelus là tảo và các loài động vật phù du. Cá đực có tập tính bảo vệ và chăm sóc trứng.